# Tristan Lemoine
Pour les articles homonymes, voir Lemoine.
Tristan Lemoine (né le 18 janvier 1985 à Rouen en France) est un joueur français de hockey sur glace.

## Biographie

### Ses débuts
Tristan Lemoine est né le 18 janvier 1985 à Rouen en France. Il débute avec l'équipe de sa ville à jouer au hockey sur glace à l'âge de 4 ans. En 1992-1993, il évolue en tant que « moustique », catégorie des joueurs de moins de 9 ans aux côtés d'Alexandre Lefebvre. Il passe alors par toutes les catégories de jeune au sein du club de la ville. L'équipe de Rouen en U15, dont il fait partie, est sacré champion de France en 1998-1999 sous la direction de Luc Tardif. Il remporte deux titres supplémentaires lors des deux saisons suivantes, toujours en tant que minime,.
Lemoine est sélectionné pour la première fois avec l'équipe de France moins de 18 ans pour participer au Championnat du monde U18 2002 en division 2. Le tournoi se joue à Briançon, en France, et les locaux finissent à la première place du tournoi avec 6 victoires en autant de rencontres, Lemoine jouant 5 matchs pour sept points. Au cours de cette saison 2001-2002, Tristan Lemoine joue toujours aux côtés d'Alexandre Lefebvre mais également avec Pierre-Édouard Bellemare. Tous les trois jouent avec les cadets de Rouen, sacrés champions de France, mais également avec les juniors, deuxièmes du championnat.

### Les débuts en Élite
En 2003-2004, comme certains joueurs espoirs du club, Lemoine joue dans plusieurs équipes à la fois : il joue dans le championnat junior de France avec les Dragons, mais également avec le Hockey Club du Havre qui évolue en Division 2 et qui a signé un accord avec Rouen pour que les joueurs juniors viennent le renforcer, leur permettant ainsi de jouer au minimum deux matchs par week-end. Alors que Le Havre parvient à garder la tête hors de l'eau grâce à l'ajout des jeunes rouennais, ces derniers finissent en tête de la saison régulière avec 14 victoires en autant de rencontres. L'équipe domine également les phases finales avec autant de victoires puis en demi-finale, ils sont opposés à Amiens. Le premier but de la partie est inscrit au bout de 30 secondes de jeu par Lemoine assisté par Damien Raux et Bellemare. Trois minutes plus tard, Lemoine lance Bellemare qui trompe à son tour le portier adverse. Les espoirs de Rouen s'imposent finalement sur le score de 6 à 0. La finale a lieu le lendemain et encore une fois les joueurs de Rouen s'imposent facilement, 9 à 1, contre Viry-Châtillon et remportent le dernier titre national qu'il manquait au palmarès du club. Au cours de cette saison, Lemoine participe également à 14 des matchs de l'équipe des Dragons dans le championnat de France élite, le Super 16 ainsi qu'à certains matchs de l'équipe dans la Coupe de France. Les Dragons de Rouen remportent la finale de cette édition sur le score 5 buts à 1 contre les Brûleurs de Loup dont un but inscrit par Lemoine.
La saison 2004-2005 de Lemoine ressemble de loin à la précédente avec la participation aux championnats des trois mêmes équipes : Le Havre, Rouen juniors et Dragons de Rouen. La pratique est légèrement différente puisqu'il ne joue qu'un seul match du Havre, 8 des espoirs et qu'il passe le plus clair de sa saison avec les Dragons dans la Ligue Magnus, nouvelle appellation du championnat élite français. Alors que les Dragons avaient participé lors de la saison précédente à la phase de barrage pour la maintien, il termine la saison régulière avec une fiche de 22 victoires, 45 points et une première place au classement. Malgré cette première place, les joueurs de Rouen sont éliminés en demi-finale des séries par les Scorpions de Mulhouse, futurs champions de France. Comme la saison passée, les Dragons et Lemoine remportent la finale 2005 de la Coupe de France. Au cours de cette saison, Lemoine rejoint une nouvelle fois l'équipe de France pour participer cette fois au championnat du monde junior division 1. Lemoine et Bellemare sont les deux seuls joueurs offensifs dangereux de l'équipe de France, les deux rouennais inscrivant 5 buts chacun ; Lemoine est décisif lors du dernier match de l'équipe de France, une victoire décrochée 5 à 4 dont les deux derniers buts inscrits par Tristan Lemoine et à moins de cinq minutes de la fin du temps réglementaire.

### Champions de la ligue Magnus avec Rouen
Au début de la saison 2005-2006, les Dragons se renforcent avec l'arrivée de plusieurs joueurs du Canada, Marc-André Thinel, Julien Desrosiers et Carl Malette, mais également de Ramón Sopko dans les buts de l'équipe. À la fin de la saison régulière, Rouen se place à la première position du classement avec 51 points pour 22 victoires, trois victoires en prolongation et un match nul. Au cours de la saison, Rouen participe également à la coupe de France mais l'équipe est éliminée après une défaite en quart de finale contre les joueurs d'Anglet Hormadi Élite. Au cours de cette rencontre, Lemoine se fait remarquer à deux reprises : il inscrit un but mais est expulsé trois minutes plus tard pour avoir chargé dans le dos Nicolas Courally. Lors des séries éliminatoires de la ligue Magnus, le club de Rouen bat tour à tour toutes les équipes, les Ducs d'Angers, les Ducs de Dijon et en finale, les Gothiques d'Amiens. Rouen est sacré champion de France sans avoir concédé la moindre défaite au cours du championnat. À 21 ans, Lemoine est désormais un joueur régulier de l'effectif des Dragons, toujours aux côtés de Lefevbre alors que Bellemare décide quant à lui de quitter la France. L'équipe de Rouen ne se classe qu'à la quatrième place du classement de la saison 2006-2007 ; Rouen bat Angers en quart de finale mais est éliminé en demi-finale par les Pingouins de Morzine.
Pour la première fois en 15 ans, Lefevbre et Lemoine ne porteront pas le même maillot pour la saison 2007-2008. En effet, Lefevbre décide de quitter le club pour signer à Dijon alors que Lemoine signe une prolongation de contrat avec son club formateur. À la suite des 26 matchs de la saison régulière, Rouen se classe à la première place du classement alors que quatre Dragons sont en tête des meilleurs pointeurs de la ligue : Thinel est premier avec 60 points suivi par Mallette, Éric Doucet et Desrosiers qui sont juste derrière avec un seul point de moins. Lemoine quant à lui totalise seulement huit points.
Au cours de la saison, les Dragons disputent la finale de la coupe de la Ligue 2008 à Méribel contre les Diables rouges de Briançon le 2 janvier 2008. Les deux équipes ne se départagent qu'en prolongation puisqu'au terme du temps réglementaire, elles sont à égalité trois buts partout ; finalement, Rouen l'emporte après deux minutes de temps additionnel grâce à un but de Mallette. L'équipe normande joue également la finale de la coupe de France contre Grenoble le 17 février au Palais omnisports de Paris-Bercy ; Grenoble remporte la coupe à la suite des tirs au but. Lors des séries éliminatoires de la ligue Magnus, Rouen élimine en quart de finale Dijon, huitième de la saison.

### Fin de carrière, Villard-de-Lans puis Brest
Lemoine quitte à son tour les bords de la Seine à l'issue de cette saison et rejoint les Ours de Villard-de-Lans qui évoluent également en Ligue Magnus ; il y retrouve son ami, Alexandre Lefebvre dont la saison à Dijon a été gâchée par une mononucléose. Au sein de sa nouvelle équipe, il joue 22 rencontres lors de la saison régulière et compte 10 points. Les Ours sont qualifiés pour les séries éliminatoires de la ligue Magnus mais perdent dès le premier tour contre les Pingouins de Morzine. Avec 12 points inscrits lors de la saison 2009-2010, Lemoine connaît sa deuxième meilleure saison en Magnus mais encore une fois les joueurs de Villard ne parviennent pas à dépasser le premier tour des séries et sont éliminés en deux matchs par l'Étoile noire de Strasbourg. Après deux saisons en demi-teinte pour les deux anciens rouennais, ils quittent Villard-de-Lans et la ligue Magnus par la même occasion en signant pour les Albatros de Brest en Division 1,. Au cours de la saison régulière, l'équipe de Brest est à la première place du classement avec 23 victoires dont cinq en prolongation en 26 rencontres, Lemoine inscrivant 19 points. Lors des séries, Brest se défait de Mulhouse au premier tour puis bat Reims en demi-finale, le premier match de la demi-finale étant gagné 4 à 3 avec le but de la victoire inscrit par Lemoine à 10 minutes de la fin du match. Malgré leur bonne saison, les Albatros perdent la finale de la division 1 deux matchs à 0 contre les Bisons de Neuilly-sur-Marne.
La montée en Magnus n'est pas non plus obtenue à la fin de la saison suivante pour les joueurs de Brest : troisièmes de la saison régulière, ils sont battus en demi-finale par les Scorpions de Mulhouse, futurs champions de France. Les deux coéquipiers Lemoine et Lefebvre jouent leur dernière saison professionnelle en 2012-2013 avec l'équipe de Brest qu'ils comptent aider à monter en Magnus. Au terme de la saison régulière, Brest se classe premier avec le même nombre de points que les Lions de Lyon mais les Albatros sont classés premiers grâce à une meilleure différence de buts générale. En quart-de-finale, les Albatros battent les Bisons 2 à 1 puis 6 à 5, le but de la victoire lors du deuxième match étant inscrit en prolongation. La première rencontre des demi-finale est également très disputée pour les Albatros qui ne parviennent à battre les  joueurs de Reims que lors de la séance de tirs de fusillade. Le deuxième match est également serré lors des deux premiers tiers-temps où aucun but n'est inscrit. Il faut attendre l'entame de la dernière période pour voir Lemoine trouver le fond des filets du gardien de Reims, Filip Kubis. Les joueurs de Brest l'emportent finalement sur le score de 3 à 0 et ont une nouvelle fois leur chance pour retourner dans la ligue Magnus. Les joueurs de Brest sont opposés à ceux de Lyon pour cette finale de division 1 et ce sont les Albatros qui vont s'imposer à la fin du premier match. Comme souvent depuis les débuts des séries, Lemoine et ses coéquipiers ne s'imposent qu'avec un but de différence. Lors du deuxième match, ce sont eux qui ouvrent également le score puis doublent la mise mais à la fin du temps réglementaire, les équipes sont dos à dos, 4 buts partout. Après un peu plus de trois minutes de temps additionnel, David Poulin, supériorité numérique, réussit à tromper le gardien de Lyon pour offrir la montée tant attendue aux joueurs de Brest.
Comme annoncé depuis quelques semaines, les deux rouennais prennent leur retraite à l'issue de cette saison et de ce titre de champion de France, ayant quasiment joué toute leur carrière professionnelle ensemble. Ils ont également préparé leur reconversion en finissant des études de plomberie pour Lefevbre et de charpentier pour Lemoine.

## Statistiques

### En club
| Saison    | Équipe                  | Ligue         |    | Saison régulière | Saison régulière | Saison régulière | Saison régulière | Saison régulière |   | Séries éliminatoires | Séries éliminatoires | Séries éliminatoires | Séries éliminatoires | Séries éliminatoires |
| Saison    | Équipe                  | Ligue         | PJ | B                | A                | Pts              | Pun              | PJ               | B | A                    | Pts                  | Pun                  |                      |                      |
| 2001-2002 | Rouen juniors           | Juniors       | 21 | 7                | 5                | 12               | 20               |                  |   |                      |                      |                      |                      |                      |
| 2002-2003 | Rouen juniors           | Juniors       | 18 | 8                | 7                | 15               | 4                |                  |   |                      |                      |                      |                      |                      |
| 2003-2004 | Rouen Espoirs           | Espoirs élite | 17 | 14               | 12               | 26               | 24               | 2                | 1 | 2                    | 3                    | 0                    |                      |                      |
| 2003-2004 | Hockey Club du Havre    | Division 2    | 7  | 2                | 6                | 8                | 34               |                  |   |                      |                      |                      |                      |                      |
| 2003-2004 | Dragons de Rouen        | Super 16      | 14 | 2                | 4                | 6                | 16               | 4                | 0 | 0                    | 0                    | 4                    |                      |                      |
| 2004-2005 | Rouen U22               | France U22    | 8  | 4                | 7                | 11               | 31               |                  |   |                      |                      |                      |                      |                      |
| 2004-2005 | Le Havre                | Division 2    | 1  | 2                | 0                | 2                | 0                |                  |   |                      |                      |                      |                      |                      |
| 2004-2005 | Dragons de Rouen        | Ligue Magnus  | 28 | 7                | 8                | 15               | 49               | 12               | 3 | 4                    | 7                    | 0                    |                      |                      |
| 2005-2006 | Rouen U22               | France U22    | 2  | 2                | 0                | 2                | 6                |                  |   |                      |                      |                      |                      |                      |
| 2005-2006 | Dragons de Rouen        | Ligue Magnus  | 18 | 4                | 2                | 6                | 12               | 9                | 2 | 3                    | 5                    | 4                    |                      |                      |
| 2006-2007 | Rouen U22               | France U22    | 3  | 4                | 0                | 4                | 2                |                  |   |                      |                      |                      |                      |                      |
| 2006-2007 | Dragons de Rouen        | Ligue Magnus  | 26 | 4                | 1                | 5                | 16               | 8                | 2 | 1                    | 3                    | 31                   |                      |                      |
| 2007-2008 | Dragons de Rouen        | Ligue Magnus  | 26 | 6                | 2                | 8                | 26               | 9                | 1 | 6                    | 7                    | 33                   |                      |                      |
| 2008-2009 | Ours de Villard-de-Lans | Ligue Magnus  | 22 | 4                | 6                | 10               | 22               | 3                | 0 | 1                    | 1                    | 0                    |                      |                      |
| 2009-2010 | Ours de Villard-de-Lans | Ligue Magnus  | 26 | 5                | 7                | 12               | 38               | 2                | 1 | 0                    | 1                    | 2                    |                      |                      |
| 2010-2011 | Albatros de Brest       | Division 1    | 24 | 7                | 12               | 19               | 10               | 6                | 3 | 4                    | 7                    | 4                    |                      |                      |
| 2011-2012 | Albatros de Brest       | Division 1    | 26 | 8                | 12               | 20               | 61               | 4                | 0 | 2                    | 2                    | 18                   |                      |                      |
| 2012-2013 | Albatros de Brest       | Division 1    | 22 | 3                | 9                | 12               | 45               | 6                | 1 | 1                    | 2                    | 2                    |                      |                      |

### En équipe nationale
| Année | Compétition                    |   | PJ | B | A | Pts | Pun                                                            |  | Résultat |
| 2002  | Championnat du monde U18 D2    | 5 | 4  | 3 | 7 | 2   | Médaille d'or du groupe B · La France est promue en Division 1 |  |          |
| 2003  | Championnat du monde U18 D1    | 5 | 1  | 2 | 3 | 2   | Quatrième sur six du groupe B                                  |  |          |
| 2005  | Championnat du monde junior D1 | 5 | 1  | 2 | 3 | 2   | Quatrième sur six du groupe B                                  |  |          |

## Palmarès
- Champion de France minime (U15) en 1998-1999, 1999-2000 et 2000-2001
- Champion de France cadet en 2001-2002
- Champion de France espoir en 2003-2004
- Vainqueur de la Coupe de France en 2003-2004
- Vainqueur de la Coupe de France 2004-2005
- Champion de la Ligue Magnus en 2005-2006 et 2007-2008
- Vainqueur de la coupe de la Ligue en 2007-2008
- Champion de France division 1 2012-2013